# (729) Watsonia
(729) Watsonia – planetoida z grupy pasa głównego asteroid okrążająca Słońce w ciągu 4 lat i 215 dni w średniej odległości 2,76 au. Została odkryta 9 lutego 1912 roku w Winchester (Massachusetts) przez Joela Metcalfa. Nazwa planetoidy została nadana na cześć Jamesa Watsona, kanadyjsko-amerykańskiego astronoma. Przed nadaniem nazwy planetoida nosiła oznaczenie tymczasowe (729) 1912 OD.